# Classe Riachuelo
La classe Riachuelo est une classe de sous-marins à propulsion classique (diesel-électrique), dérivés des sous-marins français de classe Scorpène, qui sont en cours de développement dans le cadre du programme PROSUB de la marine brésilienne.

## Historique
En 2009, la marine brésilienne a lancé PROSUB, dans le cadre de la Stratégie de défense nationale, en raison de la volonté de maîtriser la production de sous-marins conventionnels et nucléaires. Les débuts ont eu lieu avec un partenariat avec la société française DCNS, de nos jours Naval Group, fabricant de submersibles de la classe Scorpène.
La marine brésilienne a construit un chantier naval moderne à Itaguaí, dans la région métropolitaine de Rio de Janeiro, dans le but initial de construire cinq sous-marins, quatre conventionnels et un nucléaire, qui remplaceront la flotte actuelle des classes Tupi et Tikuna. En outre, le complexe a la capacité d’entretenir et de réparer les navires, y compris d’autres types et d’autres nations.
L’ambition de la marine brésilienne est la protection de ce que l’on appelle « l’Amazonie bleue », un territoire maritime brésilien qui représente une superficie de 4,5 millions de kilomètres carrés.
Il existe toujours une disposition pour l’acquisition d’un navire spécialisé dans les opérations de recherche et de sauvetage de sous-marins,.

## Navires de la classe
| Numéro de fanion | Nom       | Constructeur | Lancé            | Commissionné              | Flotte | Statut | Remarques |
| ---------------- | --------- | ------------ | ---------------- | ------------------------- | ------ | ------ | --------- |
| S-40             | Riachuelo | Itaguaíle    | 14 décembre 2018 |                           |        |        |           |
| S-41             | Humaitá   | Itaguaíle    | 11 décembre 2020 | livré janvier 2024        |        |        |           |
| S-42             | Tonelero  | Itaguaíle    | Prévu pour 2021  | mise à l'eau en mars 2024 |        |        |           |
| S-43             | Angostura | Itaguaíle    | Prévu pour 2022. |                           |        |        |           |

## Classe Álvaro Alberto
Le premier sous-marin à propulsion nucléaire brésilien, le SN Alváro Alberto (SN-10), est en cours de construction (October 2023).